# رضا شهابی
رضا شهابی مهندس برق است.او در سال ۱۴۰۱ به ۶ سال زندان محکوم شد. وی در مرداد ۱۳۹۶ در اعتراض به دستگیری مجددش دست به اعتصاب غذا زد.

## فعالیت‌های کارگری و بازگشایی سندیکا
رضا شهابی از کودکی در کنار درس‌خواندن کار می‌کرد تا بتواند بخشی از مخارج خانواده‌اش را تامین کند. هنوز دیپلم نگرفته بو که به عنوان رانندهٔ اتوبوس در شرکت واحد اتوبوسرانی تهران و حومه شروع به کار کرد.
در زمستان سال ۱۳۸۳، رضا شهابی، منصور اسانلو و ابراهیم مددی با کمک «هیأت مؤسس سندیکاهای کارگری» و با استناد به مقاوله‌نامه‌های ۸۷ و ۹۸ سازمان بين‌المللی کار، با عضو‌گيری از رانندگان و كارگران، سنديكای کارگران شركت واحد تهران و حومه را بعد از گذشت ۲۷ سال بازگشایی کردند.
شهابی در خرداد ۱۳۸۴ و در جریان انتخابات مجمع عمومی و بازگشایی سندیکا، به عضویت هیأت مدیره سندیکای کارگران شرکت واحد انتخاب شد. این انتخابات ابتدا با ممانعت نیروهای امنیتی جمهوری اسلامی و بازداشت تعدادی از فعالان سندیکایی شروع شد، اما در نهایت با مقاومت کارگران، فعالان بازداشت‌شده آزاد شدند و انتخابات هم به دلیل سه‌شیفته بودن رانندگان تا پاسی از شب ادامه پیدا کرد. با شروع به کار سندیکا و گسترش فعالیت‌ها، اعضای هیأت مدیره مدام تهدید می‌شدند و زیر فشارهای امنیتی قرار می‌گرفتند.
بعد از چند حرکت اعتراضی، سندیکای شرکت واحد تصمیم به یک اعتصاب بزرگ گرفت اما قبل از آن منصور اسانلو و برخی دیگر از اعضای هیأت مدیره بازداشت شدند. شهابی و سایر اعضای هیأت مدیره در اعتراض به این بازداشت‌ها در ۴ دی ۱۳۸۴ اعلام اعتصاب کردند که در نتیجه آن شهابی بازداشت شد. کارگران به دلیل بازداشت اعضای سندیکا یک روز دست از کار کشیدند و شهابی و سایر بازداشت‌شدگان پس از چند روز از زندان آزاد شدند.

## اخراج و بازگشت به کار
دومین اعتصاب سندیکای کارگران شرکت واحد برای ۸ بهمن ۱۳۸۴ سازمان‌دهی شد که در نتیجهٔ آن شهابی و تعدادی دیگر از رانندگان حکم اخراج دریافت کردند.
شهابی و تعدادی دیگر از کارگران اخراج‌شده بارها از طریق وزارت کار و ثبت شکایت پیگیر لغو حکم اخراج خود شدند اما تلاش آنها بی‌نتیجه ماند. شهابی در مدتی که به اجبار بیکار بود، علاوه بر ادامهٔ مبارزه و پیگیری حقوق کارگران، تحصیلاتش را ادامه داد و توانست دیپلم بگیرد. او مدتی بعد در رشتهٔ حقوق دانشگاه پیام نور شروع به تحصیل کرد و برای امرار معاش خانواده‌اش مسافرکشی هم می‌کرد.
شهابی نهایتا بعد از چهار سال با رای هیأت رسیدگی به تخلفات اداری حکم بازگشت به کار گرفت و با دریافت حقوق معوقهٔ ایام بی‌کاری دوباره به سر کار بازگشت.

## بازداشت در سال ۱۳۸۹ و محکومیت به حبس
شهابی در ۲۲ خرداد ۱۳۸۹ برای دومین بار بازداشت و مستقیماً به بند ۲۰۹ زندان اوین منتقل شد و ۸ ماه در بازداشت و تحت بازجویی و فشار برای اعتراف اجباری به ارتباط با گروه‌های سیاسی برانداز قرار داشت اما این اتهام را نپذیرفت. او در ۴ خرداد ۱۳۹۰ در دادگاهی که به ریاست قاضی صلواتی برگزار شد، به اتهام «فعالیت تبلیغی علیه نظام» به یک سال و به اتهام «تبانی به قصد اقدام عليه امنيت ملی» به پنج سال زندان محکوم شد. علاوه بر این، دادگاه او را به بازگرداندن هفت ميليون تومان به دولت محکوم کرد.
شهابی طی دوران بازداشت و حبس خود چندین بار در اعتراض به بلاتکلیفی، وضعیت نامناسب زندان، فشارهای امنیتی و عدم دریافت خدمات درمانی دست به اعتصاب غذا زد. در دوران طولانی بازداشت شهابی، مادرش به دلیل بیماری قلبی فوت کرد اما به شهابی اجازه داده نشد در مراسم خاکسپاری مادرش شرکت کند. او پس از ۲۳ روز اعتصاب غذا در آذر ۱۳۹۱، به مرخصی استعلاجی اعزام شد اما در فروردین ۱۳۹۲ دوباره برای تحمل حبس به زندان احضار شد.
در دوران تحمل حبس، واقعهٔ موسوم به «جمعهٔ سیاه اوین» در زندان اوین رخ داد که در جریان آن در روز ۲۸ فروردین ۱۳۹۳، ماموران امنیتی به داخل بند ۳۵۰ رفتند و وسایل زندانیان را مورد بازرسی قرار دادند که این اقدام مورد اعتراض زندانیان سیاسی از جمله شهابی قرار گرفت و ماموران امنیتی و گارد زندان، زندانیان سیاسی را  مورد ضرب و شتم قرار دادند. ۴۰ نفر از زندانیان دچار جراحت‌های شدید و بیش از ۳۰ نفر نیز طی دو نوبت به سلول انفرادی منتقل شدند. حدود ۱۰ ماه پس از این حادثه، پرونده‌ای علیه تعدادی از زندانیان سیاسی محبوس در اوین تشکیل شد که بر اساس آن شهابی به عنوان متهم ردیف اول، کامران ایازی به عنوان متهم ردیف دوم و امید زارعی‌نژاد به عنوان متهم ردیف سوم، به اتهام تبلیغ علیه نظام در شعبهٔ ۲۶ دادگاه انقلاب تهران به ریاست قاضی احمدزاده محاکمه شدند. بر اساس حکم دادگاه، رضا شهابی به یک سال حبس و کامران ایازی و امید زارعی‌نژاد هر کدام به ۹۱ روز حبس محکوم شدند. این حکم در دادگاه تجدیدنظر عیناً تایید شد.

## فعالیت کارگران سندیکا و آزادی شهابی
در سال ۱۳۹۶، سندیکای کارگران شرکت واحد اتوبوس‌رانی تهران و حومه اعلام کرد ۱۶۰۰ نفر با امضای طوماری خواستار آزادی فوری و بی‌قید و شرط رضا شهابی شدند. پنج سندیکای کارگری فرانسوی، حزب کمونیست فرانسه و چند اتحادیه کارگری سوئدی نیز خواهان آزادی رضا شهابی شدند. در شهریور ۱۳۹۶ رانندگان بی‌آرتی تهران با کاهش سرعت به ۲۰ کیلومتر در ساعت و روشن کردن چراغ‌ها به حبس شهابی اعتراض کردند. همچنین ۹۰۰ فعال سیاسی و مدنی در نامه‌ای از شهابی حمایت کردند. مهرماه همان سال به دعوت سندیکای کارگران شرکت واحد تجمعی در برابر وزارت کار در حمایت از شهابی برگزار شد. خود شهابی نیز طی مدت حبس چند بار دست به اعتصاب غذا زد. یکی از اعتصاب‌های او همزمان با اعتصاب غذای ۲۰ زندانی سیاسی در زندان گوهردشت کرج از ۸ مرداد ۱۳۹۶ در اعتراض به فشارهای اعمال‌شده از سوی مسئولان زندان و انتقال آنها به بند فوق امنیتی سالن ۱۰ بود.
شهابی در ۱۹ بهمن ۱۳۹۶ به مرخصی چندروزه اعزام شد و در ۲۲ اسفند ۱۳۹۶ با رای شعبه ۳۶ دادگاه تجدیدنظر و اعمال ماده ۱۳۴ قانون مجازات اسلامی از زندان آزاد شد.
شهابی در سال ۱۳۹۸ در جریان برگزاری مراسم روز جهانی کارگر یک بار دیگر همراه با ده‌ها نفر دیگر بازداشت شد اما پس از یک هفته با قید وثیقه از زندان آزاد گردید.

## بازداشت در سال ۱۴۰۱ و محکومیت به حبس
در ۲۲ فروردین ۱۴۰۱ رضا شهابی در منزلش بازداشت و مستقیما به بند ۲۰۹ زندان اوین منتقل شد.ماموران امنیتی با خشونت وارد منزل مسکونی او شدند و او را دستگیر کردند. سه روز بعد از بازداشت او، قرارگاه سایبری عمار در ۲۵ اردیبهشت ۱۴۰۱ در خبری نوشت که رضا شهابی و آنیشا اسداللهی با اتهاماتی مرتبط با همکاری و ارتباط با گروهی در جهت براندازی نظام در حال بازجویی هستند. طبق این گزارش، رضا شهابی و آنیشا اسداللهی دو فعال کارگری معرفی شدند که با دو تبعهٔ فرانسوی به نام‌های سسیل کولر و همسرش ژاک پاری که از «اعضای فدراسیون آموزش و فرهنگ نیروی کار فرانسه» هستند، ارتباط داشته و در تلاش برای «براندازی نظام با یک‌دیگر همکاری» می‌کردند. آنها همچنین متهم به «تشکیل هسته ضدامنیتی با هدف تحریک کارگران، معلمان و مردم برای ایجاد آشوب» در کشور شدند. همچنین در ۲۶ اردیبهشت ۱۴۰۱ یک گزارش تلویزیونی در همین خصوص از صداوسیما پخش شد. امیر رئیسیان، وکیل مدافع رضا شهابی، آنیشا اسداللهی و کیوان مهتدی، پخش این گزارش تلویزیونی را محکوم و اعلام کرد که انتشار فیلم و عکس موکلانش و سایر بازداشتی‌ها ناقض ماده ۹۶ قانون آیین دادرسی کیفری است. کانون مدافعان حقوق بشر، تشکل‌های حقوق بشری، کارگری، معلمان و بازنشستگان نیز به این موضوع اعتراض کردند.
شهابی در خرداد ۱۴۰۱ اعلام کرد که در اعتراض به تمدید قرار بازداشت علیرغم وخامت حال جسمی‌اش، از دوشنبه ۲۳ خرداد دست به اعتصاب غذا خواهد زد.
در پاییز ۱۴۰۱، شعبهٔ ۲۶ دادگاه انقلاب تهران، رضا شهابی و حسن سعیدی (فعال صنفی سندیکای شرکت واحد) را به اتهام تبلیغ علیه نظام و اجتماع و تبانی به قصد ارتکاب جرم علیه امنیت کشور، مجموعا به ۶ سال حبس تعزیری محکوم کرد.

## حمایت‌ها

### داخلی
- روز سه‌شنبه ۱۴ شهریور، در مقابل مجلس شورای اسلامی یک گردهمایی با شرکت ۲۰۰ نفر برای درخواست آزادی رضا شهابی، برگزار شد که با خشونت از جانب پلیس، مأموران امنیتی و لباس شخصی‌ها همراه بود تظاهرکنندگان در این تجمع شعارهایی مانند «دانشجو کارگر- اتحاد اتحاد»، «کارگر زندانی آزاد باید گردد»، «کارگر، دانشجو، معلم- اتحاد و اتحاد» و «شهابی آزاد نشه این وضع ادامه دارد» سر دادند.[۲۰]
- روز چهارشنبه ۲۲ شهریور ۱۳۹۶ برخی از رانندگان شرکت واحد اتوبوسرانی تهران برای آزادی رضا شهابی با چراغ‌های روشن و سرعت ۲۰ کیلومتر بر ساعت راندند.[۲۱]
- روز جمعه هفتم مهر  ۱۳۹۶ نیز تعدادی از کاربران شبکه‌ی اجتماعی توییتر در حمایت از شهابی و سایر کارگران طوفان توییتری راه انداختند.

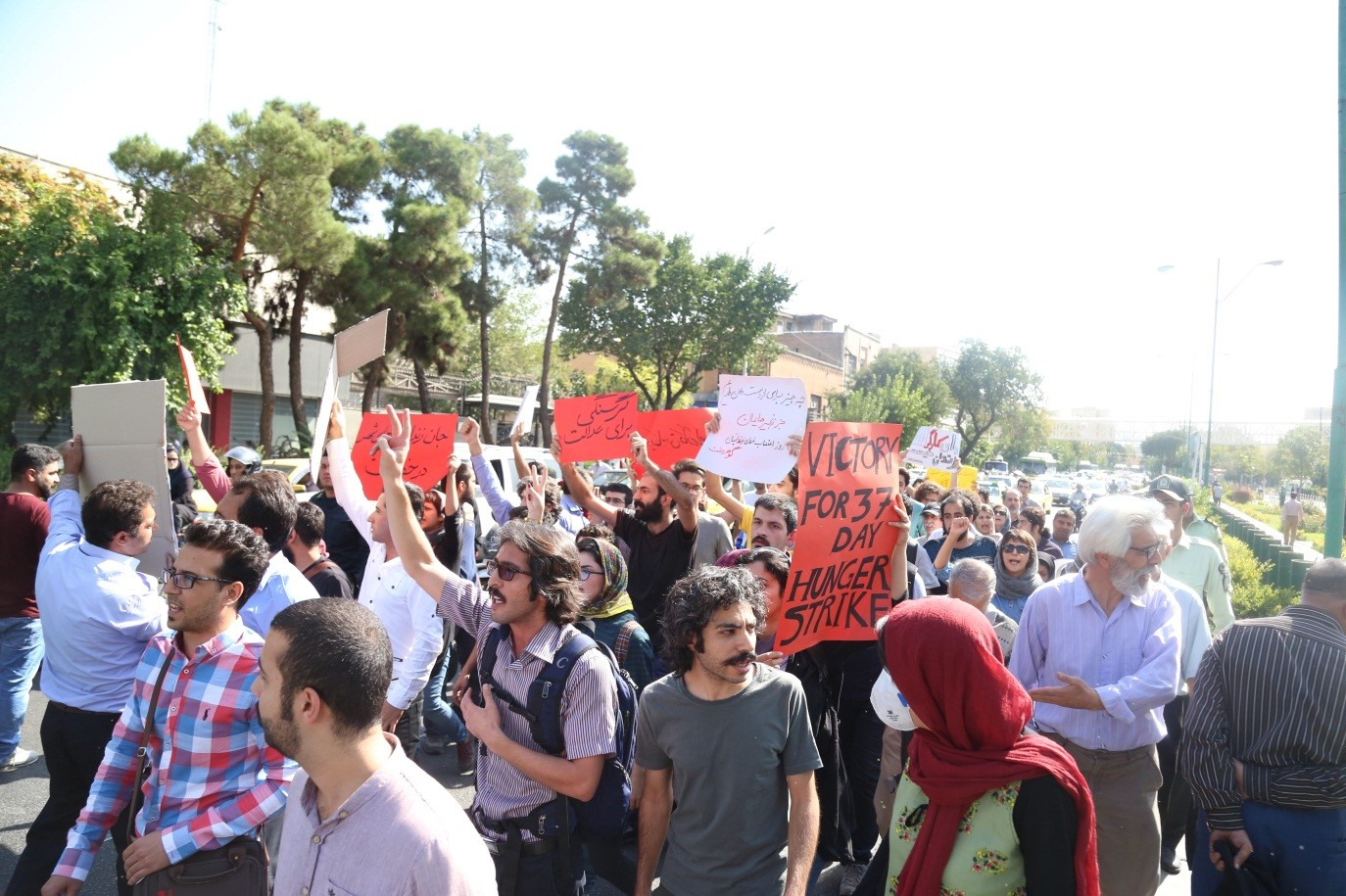
تجمع اعتراضی در حمایت از رضا شهابی در مقابل مجلس شورای اسلامی

- تجمع اعتراضی در حمایت از رضا شهابی در مقابل مجلس شورای اسلامیدر روز سه شنبه پنجم دی ۱۳۹۶ تجمعی صلح آمیز در جلوی وزارت کار و در راستای حمایت از رضا شهابی و درخواست اجازه درمان این زندانی سیاسی و فعال کارگری صورت پذیرفت که با سرکوب شدید و بازداشت گسترده حداقل ۲۵ نفر مواجه شد.

### بین‌المللی
- روز ۲۶ مرداد، فدراسیون جهانی کارگران بخش حمل و نقل با انتشار بیانیه ای نگرانی و اعتراض شدید خود را نسبت به زندانی شدن رضا شهابی، عضو هیئت مدیره سندیکای کارگران شرکت واحد اتوبوس‌رانی تهران و حومه، ابراز داشت.[۲۲][۲۳]
- روز جمعه ۱۷ شهریور، حزب کمونیست فرانسه در پاریس خواستار آزادی فوری رضا شهابی و دیگر فعالان صنفی از جمله معلمان و پایان فشار بر آنها شد.[۲۴]